# Predicat verbal
Predicatul verbal este exprimat printr-un verb predicativ, de obicei la un mod personal, o locuțiune verbală, o interjecție predicativă sau un adverb predicativ. Lângă verbul predicativ (sau echivalentele sale adverb sau interjecție) pot fi prezente complemente de obiect direct sau indirect, de agent etc. De exemplu, în propoziția „Petru scrie o scrisoare familiei sale”, predicatul verbal este scrie o scrisoare familiei sale.

## Exemple
- El aleargă trei kilometri.
- Elevul este lăudat de către profesori.
- Maria se gândește la plecare.
- Haide mai repede!